# Pino d'Asti
Pino d'Asti (ël Pin d'Ast en piemontès) és un municipi situat al territori de la província d'Asti, a la regió del Piemont (Itàlia).
Limita amb els municipis d'Albugnano, Castelnuovo Don Bosco i Passerano Marmorito.

## Galeria fotogràfica

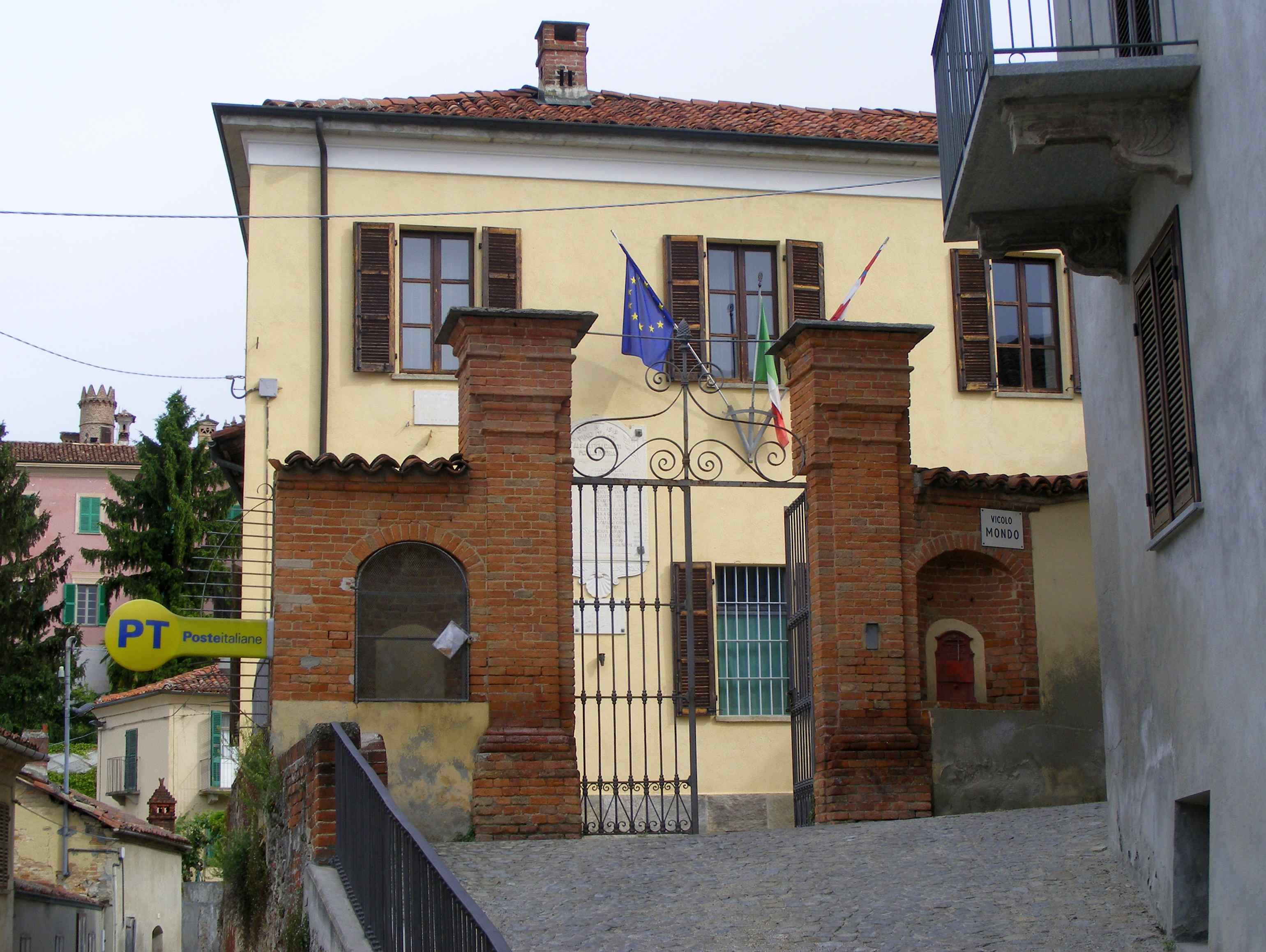
Ajuntament